# Ченгене скеле (залив)
Ченгене скеле, или Цигански залив, е малък залив в южната част на Бургаския залив край Българското Черноморие.
Западният край на залива се намира на около 8 км южно от центъра на Бургас. Част от залива е включен през 1995 година в защитената местност Ченгене скеле.
Край залива са разположени бургаският квартал Крайморие (на западния бряг), нефтеното пристанище Росенец (на североизточния бряг) и рибарското селище Ченгене скеле (на югоизточния бряг).

## Име
Името на залива е наследено от селището Чингене искелеси (също Цингене скела) намирало се в залива през османско време, и което се превежда на български като цигански пристан. Другото име на залива Циганска скала е неправилен превод на турското название, който не се е наложил.
Името на селището произхожда от турската дума за циганин (çingene), защото през османско време в този район се е населявал предимно от цигани. Най-старите сведения за селището са от около 1784 г., когато е определено като град. Докато селището се е появявало и разширявало предимно през зимата, през 1900-те години в залива е изградена карантинната станция на Бургас, малко пристанище, няколко хана и странноприемници.